# Champagne-sur-Vingeanne
Pour les articles homonymes, voir Champagne.
Champagne-sur-Vingeanne est une commune française située dans le département de la Côte-d'Or, en région Bourgogne-Franche-Comté.

## Géographie

### Hydrographie
La Vingeanne et le Soirsan sont les principaux cours d'eau parcourant la commune.

### Climat
Pour des articles plus généraux, voir Climat de la Bourgogne-Franche-Comté et Climat de la Côte-d'Or.
En 2010, le climat de la commune est de type climat des marges montargnardes, selon une étude du Centre national de la recherche scientifique s'appuyant sur une série de données couvrant la période 1971-2000. En 2020, Météo-France publie une typologie des climats de la France métropolitaine dans laquelle la commune est dans une zone de transition entre le climat océanique altéré et le climat océanique altéré et est dans une zone de transition entre les régions climatiques « Lorraine, plateau de Langres, Morvan » et « Bourgogne, vallée de la Saône ». 
Pour la période 1971-2000, la température annuelle moyenne est de 10,5 °C, avec une amplitude thermique annuelle de 17,5 °C. Le cumul annuel moyen de précipitations est de 914 mm, avec 12,1 jours de précipitations en janvier et 8,4 jours en juillet. Pour la période 1991-2020, la température moyenne annuelle observée sur la station météorologique de Météo-France la plus proche, « Poyans », sur la commune de Poyans à 6 km à vol d'oiseau, est de 11,1 °C et le cumul annuel moyen de précipitations est de 911,8 mm,. Pour l'avenir, les paramètres climatiques de la commune estimés pour 2050 selon différents scénarios d'émission de gaz à effet de serre sont consultables sur un site dédié publié par Météo-France en novembre 2022.

## Urbanisme

### Typologie
Au 1er janvier 2024, Champagne-sur-Vingeanne est catégorisée commune rurale à habitat dispersé, selon la nouvelle grille communale de densité à 7 niveaux définie par l'Insee en 2022.
Elle est située hors unité urbaine. Par ailleurs la commune fait partie de l'aire d'attraction de Dijon, dont elle est une commune de la couronne,. Cette aire, qui regroupe 333 communes, est catégorisée dans les aires de 200 000 à moins de 700 000 habitants,.

### Occupation des sols
L'occupation des sols de la commune, telle qu'elle ressort de la base de données européenne d’occupation biophysique des sols Corine Land Cover (CLC), est marquée par l'importance des territoires agricoles (77,3 % en 2018), en diminution par rapport à 1990 (79 %). La répartition détaillée en 2018 est la suivante : terres arables (68 %), forêts (16,8 %), prairies (9,2 %), zones urbanisées (4,3 %), milieux à végétation arbustive et/ou herbacée (1,7 %). L'évolution de l’occupation des sols de la commune et de ses infrastructures peut être observée sur les différentes représentations cartographiques du territoire : la carte de Cassini (XVIIIe siècle), la carte d'état-major (1820-1866) et les cartes ou photos aériennes de l'IGN pour la période actuelle (1950 à aujourd'hui).

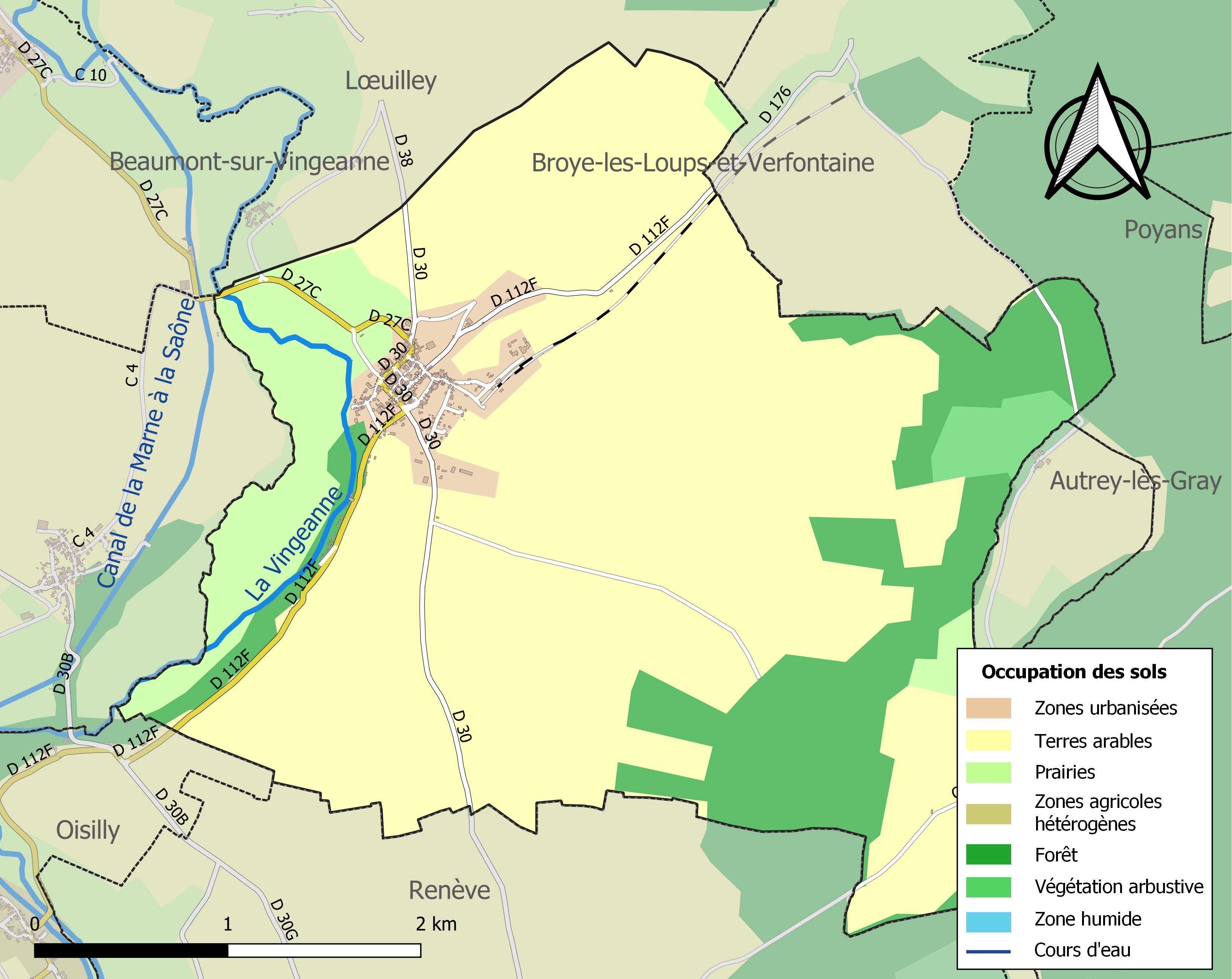
Carte des infrastructures et de l'occupation des sols de la commune en 2018 (CLC).

## Histoire

### Passé ferroviaire du village
|  |  |  |

De 1882 au 2 mars 1969, la commune a été traversée par la ligne de chemin de fer de Troyes à Gray, qui, venant du sud-ouest de la gare de Oisilly-Renève, passait au sud du village, et se dirigeait ensuite vers la gare d' Autrey-les-Gray.
L'horaire ci-dessus montre qu'en 1914, 4 trains s'arrêtaient chaque jour  à la gare de Champagne-sur-Vingeanne  dans le sens Troyes-Gray et 4 autres dans l'autre sens. A une époque où le chemin de fer était le moyen de déplacement le plus pratique, cette ligne connaissait un important trafic de passagers et de marchandises. 
À partir de 1950, avec l'amélioration des routes et le développement du transport automobile, le trafic ferroviaire a périclité et la ligne a été fermée le 2 mars 1969 au trafic voyageurs puis désaffectée. 
Depuis 2013, cette ligne est utilisée par le Vélorail de la Vingeanne, sur le trajet Mirebeau-sur-Bèze, Oisilly-Renève, Champagne-sur-Vingeanne, Autrey-lès-Gray. Le site de la gare  est utilisé actuellement comme point de départ du vélorail.

## Politique et administration
| Période                                  | Période  | Identité              | Étiquette | Qualité                 |
| ---------------------------------------- | -------- | --------------------- | --------- | ----------------------- |
| 1971                                     | 1989     | Jean-Pierre Patriat   |           | Agriculteur             |
| 1989                                     | 1995     | Joseph Bartet         |           | Agriculteur             |
| 1995                                     | 2008     | Jean-Pierre Patriat   |           | Agriculteur             |
| 2008                                     | 2014     | Daniel Sauvageot      |           |                         |
| 2014                                     | 2021     | Michel de Broissia    |           | Retraité Démissionnaire |
| mai 2021                                 | En cours | Roland de Bretteville |           | Retraité                |
| Les données manquantes sont à compléter. |          |                       |           |                         |

## Démographie
L'évolution du nombre d'habitants est connue à travers les recensements de la population effectués dans la commune depuis 1793. Pour les communes de moins de 10 000 habitants, une enquête de recensement portant sur toute la population est réalisée tous les cinq ans, les populations de référence des années intermédiaires étant quant à elles estimées par interpolation ou extrapolation. Pour la commune, le premier recensement exhaustif entrant dans le cadre du nouveau dispositif a été réalisé en 2005.

En 2022, la commune comptait 313 habitants, en évolution de −0,32 % par rapport à 2016 (Côte-d'Or : +0,82 %, France hors Mayotte : +2,11 %).
| 1793 | 1800 | 1806 | 1821 | 1831 | 1836 | 1841 | 1846 | 1851 |
| ---- | ---- | ---- | ---- | ---- | ---- | ---- | ---- | ---- |
| 467  | 457  | 444  | 476  | 478  | 462  | 501  | 502  | 507  |

| 1856 | 1861 | 1866 | 1872 | 1876 | 1881 | 1886 | 1891 | 1896 |
| ---- | ---- | ---- | ---- | ---- | ---- | ---- | ---- | ---- |
| 466  | 447  | 457  | 433  | 416  | 425  | 432  | 384  | 401  |

| 1901 | 1906 | 1911 | 1921 | 1926 | 1931 | 1936 | 1946 | 1954 |
| ---- | ---- | ---- | ---- | ---- | ---- | ---- | ---- | ---- |
| 378  | 370  | 370  | 348  | 370  | 364  | 327  | 354  | 349  |

| 1962 | 1968 | 1975 | 1982 | 1990 | 1999 | 2005 | 2006 | 2010 |
| ---- | ---- | ---- | ---- | ---- | ---- | ---- | ---- | ---- |
| 342  | 304  | 250  | 233  | 241  | 247  | 241  | 242  | 292  |

| 2015 | 2020 | 2022 | - | - | - | - | - | - |
| ---- | ---- | ---- | - | - | - | - | - | - |
| 310  | 309  | 313  | - | - | - | - | - | - |

## Lieux et monuments
La commune présente un riche patrimoine dont :
- l'église Saint-Julien, du XIIIe siècle ruinée par les Grandes compagnies au XIVe siècle et rebâtie au XVIe siècle,  Inscrit MH (1925)[18], qui renferme un retable du XVIIe siècle, des peintures monumentales et des statues remarquables[19] ;
- le château d'Etrabonne, flanqué de quatre tours Inscrit MH (2019) ;
- le château de la rue Haute[20], voisin d'une belle demeure XVIIIe siècle dotée d'une tourelle d'escalier à demi hors œuvre[21].

## Personnalités liées à la commune
- François Trouvé, cistercien né sur la commune, abbé de Citeaux.